# Бањска стена
Бањска стена је видиковац на планини Тари, удаљен око 6km од познатог одмаралишта Митровац на Тари. Видиковац се налази на надморској висини од око 1065m и са њега се пружа поглед на језеро Перућац и кањон реке Дрине.
Назив је добио по Бањском врелу које извире у подножју видиковца. Врело је било крашког порекла са температуром воде од 4 °C, а потопљено је изградњом језера Перућац. Испод видиковца се пружа Бањско точило, дужине 1300m, које се у 19. веку користило за транспорт дрвета до Дрине, а од Перућца где се налазило сплавиште даље је сплавовима допремано до Београда.
На видиковцу је на једном делу постављен и дурбин којим се може посматрати језеро Перућац, суседне планине у Републици Српској и кањон Дрине.